# Rošpoh, Maribor
Rošpoh este o localitate din comuna Maribor, Slovenia, cu o populație de 745 de locuitori.